# منظمة فراشات بأجنحة جديدة تبني المستقبل
منظمة فراشات بأجنحة جديدة تبني المستقبل هي منظمة غير ربحية من مدينة بوينافينتورا في كولومبيا، وهي قائمة على الجهود الذاتية لنساء محليات تمت إزاحتهن عن مساكنهن بالقوة. تأسست في 2010. تتكون المنظمة من تسع جماعات لحقوق المرأة. خلال 2014، قادت المنظمة ماري ميدينا وجلوريا أمبارو وماريتزا أسبريا.